# Ђовани Пико дела Мирандола
Ђовани Пико дела Мирандола (лат. Johannes Picus de Mirandula; Мирандола, 24. фебруар 1463 – 17. новембар 1494.) био је италијански ренесансни племић и филозоф. Познат је по догађајима из 1486. године, када је у доби од 23 године предложио да одбрани 900 теза о религији, филозофији, природној филозофији и магији против свих оних који желе да напишу Орацију о достојанству човека, која је је названа "Манифестом ренесансе", и кључним текстом ренесансног хуманизма и онога што се назива "Херметичка реформација". Био је оснивач традиције хришћанске Кабале, кључног начела ране модерне западне езотерике. 900 Теза била је прва штампана књига коју је црква забранила.

## Биографија

### Породица
Ђовани је рођен у Мирандоли, близу Модене, као најмлађи син Ђанфранческа I Пикоа, лорда Мирандоле и грофа Конкордије и Гиулије, кћерке Фелтрина Бојарда, грофа Скандијана . Породица је дуго живела у дворцу Мирандола (војводство Модена), који је постао независан у четрнаестом веку и који је 1414. године добио од светог римског цара Сигисмунда. Мирандола је била мала аутономна жупанија (касније војводство) у Емилији, близу Фераре . Пико дела Мирандола била је уско повезана са династијама Сфорца, Гонзага и Есте, а Ђованијева браћа и сестре венчали су се потомцима наследних владара Корзике, Фераре, Болоње и Форлије .
Рођен након двадесет три године брака својих родитеља, Ђовани је имао два много старија брата, а обојица су га надживела: Гроф Галеото I наставио је династију, док је Антонио постао генерал у царској војсци. Породица Пико владала би као војводство као савезник Луја 14. у Француској све док Мирандолу, 1708. године не освоји његов ривал, Јозеф I, свети римски цар, а припојио га је Модени војвода Риналдо д'Есте, а прогнани мушки род је изумро у 1747.
Ђованијева породица по мајци посебно се одликовала у уметности и познавању италијанске ренесансе . Његов рођак и савременик био је песник Матео Мариа Бојардо, који је одрастао под утицајем свог ујака, фирентинског покровитеља уметности и учењака-песника Тита Веспазијана Строција.
Ђовани је имао парадоксалну везу са својим нећаком Ђанфреском Пико дела Мирандолом, који је био велики поштовалац његовог ујака, а ипак је објавио Examen vanitatis doctrinae gentium (1520) у супротности са "древном приповешћу о мудрости" коју преноси Ђовани, а коју је описао историчар Чарлс Б. Шмит као покушај "да уништи оно што му је стриц градио".

### Образовање
Као дете са изузетним памћењем, Ђованни је у врло раном узрасту учио латински, а можда и грчки језик. Окренут ка цркви под утицајем своје мајке, именован је за папског протонотара (вероватно почасног) на десет година, а 1477. отишао је у Болоњу да студира канонска права.
Наглом смрћу мајке три године касније, Пико се одрекао канонског права и почео да студира филозофију на Универзитету у Ферари.
Током кратког путовања у Фиренци, састао се са Ангелом Полизианом, дворског песника Ђироламом Бенивиенијем, а вероватно и с младим Доминиканским фратром Гироламом Савонаролом. Целог живота остао је врло близак пријатељ са сва три. Такође је могао бити и љубавник Полизиана. Од 1480. до 1482. наставио је студије на Универзитету у Падови, главном центру аристотелијанизма у Италији. Већ знајући латински и грчки језик, студирао је хебрејски и арапски језик у Падови код Елиа дел Медигоа, јеврејског авероиста, и читао је и арамејске рукописе. Дел Медиго је такође за Пика превео јудаиситчке рукописе са хебрејског на латински језик, као што би то чинио дужи низ година. Пико је такође написао сонете на латинском и италијанском језику који је због утицаја Савонароле уништио на крају свог живота.
Следеће четири године провео је код куће, или у посети хуманистичким центрима било где у Италији. Године 1485. отпутовао је на Универзитет у Паризу, најважнији центар у Европи за сколастичку филозофију и теологију, и средиште секуларног авероизма. Вероватно је у Паризу Ђованни започео својих 900 теза и замислио да их брани у јавној расправи.

### 900 теза
ЗАКЉУЧЦИ неће бити спорни након Богојављења. У међувремену ће бити објављени на свим италијанским универзитетима. А ако било који филозоф или теолог, чак и из италијанских крајева, жели да дође у Рим ради расправе, његов господар мора да обећа да ће му платити путне трошкове из сопствених средстава.— Објава на крају 900 Tеза
За то време догодила су се два догађаја који су му променили живот. Први је био када се вратио да се неко време настани у Фиренци у новембру 1484. и упознао Лоренца де Медичија и Марсилија Фичина. Био је то астролошки повољан дан када је Фичино изабрао да објави своје преводе дела Платона са грчког на латински, под Лоренцовим ентузијастичним покровитељством. Чини се да је Пико очарао оба мушкарца, и упркос Фичиновим филозофским разликама, био је уверен у њихов Сатурнов афинитет и божанску провидност његовог доласка. Лоренцо је подржавао и штитио Ђованија до своје смрти 1492. године.
Убрзо након овог боравка у Фиренци, Пико је отпутовао на пут у Рим, где је намеравао да објави својих 900 теза и припреми се за конгрес учених људи из целе Европе како би расправљао са њима. Зауставивши се у Арецеу, упетљао се у љубавну везу са супругом једног од рођака Лоренца де Медичија, што га је замало коштало живота. Ђовани је покушао побећи са женом, али супруг га је ухватио, ранио и бацио у затвор. Пуштен је тек након интервенције самог Медичија. Овај инцидент је показатељ Ђованијевог често смелог темперамента.
Пицо је провео неколико месеци у Перуђи и оближњој Фрати, опорављајући се од повреда. Тамо је, како је написао Фичину, "божанско провиђење … довело је до тога да су неке књиге пале у моје руке. То су калдејске књиге … Есдраса, Зороастера и Мелчиора, орлаци мудраца, који садрже кратко и суво тумачење калдејске филозофије, али пуну мистерије. "  И у Перуђи је Пицо био упознат са мистичном хебрејском кабалом која га је очарала, као и покојни класични хермејски писци, попут Хермеса Трисмегистуса . Сматрало се да су Кабала и Херметика у Пиково време биле древне колико и Стари завет. Најоригиналнија од његових 900 теза односила се на Кабалу . Као резултат тога, постао је оснивач традиције познате под називом Кристијана Кабала, која је постала централни део раног модерног западног езотеризма. Пикоов приступ различитим филозофијама био је екстремни синкретизам, постављајући их паралелно, тврди се, уместо да покушава да опише историју развоја.
Пико је своје идеје углавном базирао на Платону, као и његов учитељ Марсилио Фичино, али задржао је дубоко поштовање према Аристотелу. Иако је био продукт студиа хуманитатис, Пико је био уставно еклектичан и у неким је аспектима представљао реакцију против преувеличавања чистог хуманизма, бранећи оно што је сматрано најбољим од средњовековних и исламских приповедача, као што су Ибн Рушд и Ибн Сина, а о Аристотелу у чувеном дугом писму Ермолау Барбароу 1485. године. Пико је увек био циљ да помири школе Платона и Аристотела, јер је веровао да користе различите речи да би исказали исте концепте. Можда су га из тог разлога пријатељи звали "Принцепс Конкордије" или "Принц Хармоније" . Слично томе, Пико је веровао да и образована особа треба да проучава хебрејске и талмудске изворе и херметике, јер је мислио да они представљају исти концепт Бога који се види у Старом завету, али различитим речима.
Завршио је своју "Орацију о достојанству човека" тако да буде наставак 900 теза и отпутовао је у Рим како би наставио свој план одбране. Објавио их је заједно у децембру 1486. као „Conclusiones philosophicae, cabalasticae et theologicae“, и понудио је да плати трошкове свим учитељима који су дошли у Рим да би јавно расправљали о њима. Желео је да дебата почне 6. јануара, што је, како је приметио историчар Стивен Фармер, празник Богојављења и "симболичан датум предаје поганских рода Христу у лицима Вашим". Након што је на врхунцу расправе изашао победоносно, Пико је планирао не само симболично пристајање паганских мудраца, већ и обраћење Јевреја кад су схватили да је Исус истинска тајна њихових традиција. Према Фармеру, Пико је можда буквално очекивао да ће се "његова Ватиканска расправа завршити тако што се четворица коњаника апокалипсе пробијају кроз римско небо".

У фебруару 1487. папа Иноћентије VIII зауставио је предложену расправу и основао комисију за преиспитивање правичности 900 теза . Иако је Пико одговорио на ове оптужбе, осуђено је тринаест теза. Пико је писмено пристао да их повуче, али није се предомислио у њиховој ваљаности. На крају је свих 900 теза осуђено. Наставио је да пише апологију бранећи их, а Apologia J. Pici Mirandolani, Concordiae comitis, објављену 1489. године, посветио је своме заштитнику Лоренцу . Када се папа упознао са ширењем овог рукописа, основао је инквизацијскии суд, присиљавајући Пика да се одрекне Апологије, поред својих осуђених теза, које је пристао да учини. Папа је осудио 900 теза као: 
У делу о јеретицима, део о цвату јереси; неколико навођења је увредљиво и скандалозно за побожне уши; већи део написаног нема никакву вредност, већ само понавља грешке паганских филозофа… остатак распаљује дрскост Јевреја; неколико делова, на крају, под изговором 'природне филозофије', фаворизује уметност [тј, магија] која је непријатељ католичке вере и људске расе.
 Ово је први пут да је штампана књига забрањена од стране цркве, а скоро сви примерци су спаљени. Пико је побегао у Француску 1488. године, где га је на захтев папинских нунција, ухапсио Филип II, војвода од Савојa, и затворио у Вeнсен . Заговором неколико италијанских кнезова - подстицајем Лоренца де Медичија - краљ Карло VIII га је пустио на слободу, а папа је наговорен да дозволи Пику да се пресели у Фиренцу и да живи под Лоренцовом заштитом. Али он није био очишћен од папинских цензуса и ограничења све до 1493. године, након приступања Александра VI (Родрига Боргиа) папском престолу.
Овакво искуство је дубоко уздрмало Ђованија Пика дела Мирандолу. Помирио се са Савонаролом, који му је остао врло близак пријатељ. Управо на Ђованијев наговор, Лоренцо је позвао Савонарола у Фиренцу. Али Ђовани се никада није одрекао својих синоцистичких уверења. Населио се у вили у близини Фјезола што му је омогућио Лоренцо, где је написао и објавио Heptaplus id est de Dei creatoris opere (1489) и Један од бића (1491). Овде је написао и своје друго најславније дело, „ Disputationes adversus astrologiam divinicatrium“ (Трактат против предиктивне астрологије), које је објављено тек након његове смрти. У њему је Ђовани кисело осудио детерминистичке праксе астролога свог времена.
Након смрти Лоренца де Медичија, 1492. године, Ђовани се преселио у Ферару, иако је наставио да посећује Фиренцу. У Фиренци је политичка нестабилност довела до све већег утицаја Савонароле, чија је реакционарна опозиција ренесансној експанзији и стилу већ довела до сукоба са породицом Медичи (они су на крају били протерани из Фиренце) и довешће до велепродајног уништавања књига и слика. Ипак, Пико је постао следбеник Савонарола. Одлучан да постане монах, одбацио је своје некадашње занимање за египатске и калдејске текстове, уништио сопствену поезију и поклонио богатство.

### Смрт
Године 1494, у 31.години, Пико умире под мистериозним околностима заједно са својим пријатељем Анђелом Амброгинијем. Прошириле су се гласине да га је отровао његов лични секретар јер је Пико постао врло близак са Савонаролом. Сахрањен је заједно са Ђироламом Бенивинијем у Сан Марку а посмртну свечаност приредио је Савонарола. Фичино је записао: 
Наш драги Пико напустио нас је истог дана када је Карло VIII ушао у Фиренцу а сузе писама надокнадиле су радост људи. Без светла које је донео краљ Француске, Фиренца вероватно није видела мрачнији дан од оног кад се угасило светло Мирандоле.
Тела Амброгинија и Пика ексхумирана су 2007. године из цркве Сан Марка у Фиренци како би се утврдили узроци њихове смрти. Форензички тестови показали су да су и Амброгини и Пико вероватно умрли од тровања арсеном, вероватно по налогу Лоренцовог наследника, Пјера де Медичија.

## Писање
У Беседи о достојанству човека (1486.), Пико је оправдао важност људске потраге за знањем у неоплатонском оквиру.
Беседа је такође служила као увод у Пикових 900 теза за које је веровао да пружају потпуну и довољну основу за откривање свих сазнања, па самим тим и модел за успон човечанства у ланцу бивања. 900 теза су добар пример хуманистичког синкретизма, јер је Пико комбиновао платонизам, неоплатонизам, аристотелизам, херметизам и кабалу. Укључене су и 72 тезе које су описивале оно што је Пико сматрао комплетним системом физике.
Пиково дело О бесмртности (Париз, 1541.) и друга дела развили су доктрину да се човеково власништво бесмртне душе ослободило од хијерархијске стазе. Пико је веровао у универзално помирење, јер је једна од његових 900 теза била "Смртни грех коначног трајања није заслужан за вечну већ само временску казну." била је међу тезама које је папа Иноћентије VIII изрекао херетично у свом исказу од 4. августа 1487. У О бесмртности он пише да је "људско звање мистично звање које се мора реализовати на начин који има три фазе, а који подразумева нужно моралну трансформацију, интелектуално истраживање и коначно савршенство у идентитету с апсолутном стварношћу. Ова парадигма је универзална, јер се може увући у сваку традицију. " 
Део његовог Disputationes adversus astrologiam divinatricem објављен је у Болоњи, након његове смрти. У овој књизи Пико износи аргументе против праксе астрологије која је вековима имала огроман одјек, све до нашег времена. На Disputationes adversus astrologiam divinatricem утичу аргументи против астрологије коју је заговарао један од његових интелектуалних јунака, Аугустин Хипо, а такође и средњовековна филозофска прича <i id="mwAQ0">Хаии ибн Иакзан</i> од Ибн Туфејла, која је промовисала аутодидактизам као филозофски програм.
Пиков антагонизам према астрологији изгледа углавном произилази из сукоба астрологије са хришћанским предоџбама о слободној вољи. Али Пикови аргументи надмашили су Фичинове приговоре, који је и сам био астролог. Рукопис је након Пикове смрти уредио да објави његов нећак Ђовани Франческо Пико дела Мирандола, страствени следбеник Савонароле, и можда је измењен да би био снажније критикован. Ово би можда могло објаснити чињеницу да је Фичино подржао рукопис и са одушевљењем га одобрио пре његовог објављивања.

На почетку своје каријере, Пико је написао Commento sopra una canzone d'amore di Girolamo Benivieni, у којој је објавио да има план да напише књигу под називом Poetica Theologia:
Мишљење је старих теолога да се божански субјекти и мистерије не могу брзо открити… Египћани су у својим храмовима градили сфинге, ни због чега другог него да би указали на божанске ствари, а чак и кад се те ствари провлаче кроз писање, морају бити прекривене загонетношћу… Како је то урађено од стране латинских и грчких песника биће објашњено у књизи Poetica Theologia.— Commento, Libro Terzo, опис 11, Stanza Nona

Пиков Heptaplus, мистично-алегоријско излагање о стварању према седмом Библијском смислу, разрађује идеју да различите религије и традиције описују истог Бога. Књига је написана у његовом карактеристичном апологетика и полемичном стилу:
Ако се слажу с нама у било чему, требало би да наложимо Јеврејима да остану уз античку традицију својих очева; ако се негде не слажу с нама, тада као католичке легије треба да извршимо напад на њих. Укратко, шта год да открију супротно истини Јеванђеља, морамо им се супротставити колико год је то у нашој моћи, а док год проналазимо истину морамо је скинути са терета синагоге, као погрешног носиоца, нас, легитимних Израелаца.— Heptaplus, проглас 3. експозицији
У делу De ente et uno има објашњења неколико одломака Мојсија, Платона и Аристотела. То је покушај помирења између платонских и аристотеловских списа о релативним местима бића и „ онога “ и одбацивање опречних аргумената.
На италијанском језику написао је имитацију Платоновог симпозијума . Његова писма (Aureae ad familiares epistolae, Париз, 1499.) важна су за историју савремене мисли. Много издања његових целих дела у шеснаестом веку у довољној мери доказују његов утицај.
Други злогласни текст Ђованија Пико дела Мирандоле је De omnibus rebus et de quibusdam aliis, "Од свих ствари које постоје и мало више", који се спомиње у неким записима о утопији Томаса Мора и изругује се наслову Лукрецијеве De rerum natura .

## Културне референце
- Ћосав младић Рафаелова фреска Школа Атине (1509-11) за коју се сматра да је приказ Пико дела Мирандоле (или можда Франческа дела Ровере).[28][29] Кристин Јост-Гајгер описала је Пико дела Мирандолу као "велику филозофску инспирацију фресковог програма, посебно у мери у којој је он био најприсутнији заговорник склада Платона и Аристотела ." [30]
- У Уликсу Џејмса Џојса, преурањени Стефен Дедалус с презиром се сећа својих дечачких амбиција и очигледно их повезује са каријером Мирандоле: "Сетите се својих епифанија исписаних на зеленим овалним листовима, дубоко дубоким … копије које треба послати ако умрете свим сјајним библиотекама света… попут Пико дела Мирандоле. " [31]
- Од мањег интереса је пролазна референца на Мирандолу од стране Х. П. Лавкрафта, у причи Случај Чарлса Декстера Варда (1927). Мирандола је дат као извор страховите навале коју непозната зла користе као неку врсту евокације. Међутим, ову „чаролију“ прво је приказао (као кључ за прилично једноставан облик ведења, а не велико и страшно позивање), а по свему судећи створио га је Хајнрих Корнелиус Агрипа у Три књиге окултне филозофије . Ово је написано неколико деценија након Мирандолине смрти и био је први писани пример те „чаролије“, тако да је готово немогуће да Мирандола буде извор тих „чаробних речи“.
- Психоаналитичар Ото Ранк, бунтовни ученик Зигмунда Фројда, као мотив за своју књигу Уметност и уметник: Креативни нагон и развој личности, укључујући: „Изабрао је значајан одломак из Мирандолине изреке о достојанству човека … Створио сам те као биће ни небеско ни земаљско … тако да би требало да будеш свој слободни глодавац и преварант… " .[32]
- У роману Умберто Ека Фуково клатно главни јунак Касабон тврди да је идеја да су Јевреји били тајни енигме Темплара "грешка Пико Дела Мирандоле" проузрокована правописном грешком коју су направили између "Израелаца" и "Исмаелита. "
- У роману Ирвинг Стона о Микеланђелу, Агонија и екстази, књига 3, трећи део садржи опис параграфа Мирандоле као дела научног круга који је окруживао Лоренцо ди Медичи у Фиренци. Мирандола је описан као човек који је говорио 22 језика, дубоко читао филозофију и неко ко није стицао непријатеље.
- Филозоф друштвених наука Рене Гирард помно спомиње Мирандолу у својој књизи Ствари скривене од оснивања света, Гирард с омаловажавајућим тоном пише: „Људи ће нас оптужити да играмо као Пико дела Мирандола - ренесансни човек - свакако искушење којем се данас треба одупрети, ако желимо да га посматрамо у повољном светлу. " (стр.   141, 1987)
- У роману Роберта Болана 2666, професор филозофије Оскар Амалфитано започиње троредну листу филозофа с Пико дела Мирандолом. Поред Мирандоле, Амалфитано навоид Хобса, а испод њега Хусерла (стр.   207, 2008.).
- У роману Фредерика Леноара L'Oracle della Luna  (2006), филозофија Пико дела Мирандоле формира једно од главних учења које је протагонист, Ђованни стекао од свог главног духовног Учитеља. Година је 1530. Главна спомињања су: 
  - на крају 21. поглавља мудрац - измишљени лик - каже да се лично сусрео с Пико дела Мирандолом и разматра Мирандолово неслагање са папом око 900 теза (Леноар је изјавио да само њих 7 није прихваћено) и каснију судбину филозофа. По речима мудраца, главни циљ Фичина и Пико дела Мирандоле био је стицање универзалног знања, без предрасуда и језичких и верских баријера;
  - на крају Поглавља 24, расправљајући о Лутеровом концепту слободне воље [појаснити], мудрац жели да упозна Ђованнија с Мирандолиним идејама о овом питању и пусти га да прочита „De hominis dignitate“; Ђованни с великим занимањем проучава књигу у 25. поглављу;
  - на почетку Поглавља 26, с тим што је Ђованни сада прочитао Орацију о достојанству човека, мудрац разговара са њим о два питања из књиге. Један је покушај Пико дела Мирандоле да формира јединствену и универзалну филозофију и њене тешкоће. Други је Мирандолин концепт слободне воље. Ђовани је научио један одломак из књиге напамет, о томе како се Бог обратио човеку и рекао му да га није учинио небеским нити земаљским бићем и да је човек кривотворитељ своје судбине. Овај одломак је цитиран у роману.
- Енглески композитор Гавин Брајарс користи текстове Пико дела Мирандоле у својој музичкој продукцији; понајвише у делима попут "Славно брдо", за вокални квартет / мешовити хор и "Incipit Vita Nova", за алто и гудачки трио.
- Пико дела Мирандола појављује се као лик Икарос у романима Џоа Волтона " Праведан град" и " Краљеви филозофа" . Такође, он је један од главних ликова у роману Коризма .
- У књизи Умирање за идеје; Опасни животи филозофа (2015) румунског филозофа Костице Брадатана, живот и дело Мирандоле узима се као рани или чак први пример узимања људског живота као пројекта „самопромовисања“, повезујући то са Мирандолином херетичком идејом о човеку који треба бити део стварања са "неодређеном природом".